# Saint-Étienne-lès-Remiremont
Saint-Étienne-lès-Remiremont település Franciaországban, Vosges megyében. Lakosainak száma 3814 fő (2022. január 1.). Saint-Étienne-lès-Remiremont Tendon, Cleurie, Dommartin-lès-Remiremont, Éloyes, Girmont-Val-d’Ajol, Remiremont, Saint-Amé, Saint-Nabord és Le Val-d’Ajol községekkel határos.

## Népesség
A település népessége az elmúlt években az alábbi módon változott:
| Lakosok száma | 3848 | 3836 | 3926 | 3840 | 3842 | 3847 | 3827 | 3809 | 3814 |
|               | 2013 | 2015 | 2016 | 2017 | 2018 | 2019 | 2020 | 2021 | 2022 |